# Lijst van voetbalinterlands Cyprus - Tsjecho-Slowakije
Deze lijst van voetbalinterlands is een overzicht van alle officiële voetbalwedstrijden tussen de nationale teams van Cyprus en Tsjecho-Slowakije. De landen hebben zes keer tegen elkaar gespeeld. De eerste ontmoeting was een kwalificatiewedstrijd voor het Europees kampioenschap voetbal 1976 in Praag op 20 april 1975. Het laatste duel, een kwalificatiewedstrijd voor het Wereldkampioenschap voetbal 1994, vond plaats op 27 oktober 1993 in Košice.

## Wedstrijden
| № | Plaats  | Datum            | Competitie           | Wedstrijd                  | Uitslag |
| - | ------- | ---------------- | -------------------- | -------------------------- | ------- |
| 1 | Praag   | 20 april 1975    | EK 1976 kwalificatie | Tsjecho-Slowakije − Cyprus | 4 − 0   |
| 2 | Limasol | 23 november 1975 | EK 1976 kwalificatie | Cyprus − Tsjecho-Slowakije | 0 − 3   |
| 3 | Nicosia | 27 maart 1983    | EK 1984 kwalificatie | Cyprus − Tsjecho-Slowakije | 1 − 1   |
| 4 | Praag   | 16 april 1983    | EK 1984 kwalificatie | Tsjecho-Slowakije − Cyprus | 6 − 0   |
| 5 | Limasol | 24 maart 1993    | WK 1994 kwalificatie | Cyprus − Tsjecho-Slowakije | 1 − 1   |
| 6 | Košice  | 27 oktober 1993  | WK 1994 kwalificatie | Tsjecho-Slowakije − Cyprus | 3 − 0   |

## Samenvatting
| Competitie      | Totaal gespeeld | Winst Cyprus | Gelijk | Winst Tsjecho-Slowakije | Doelsaldo Cyprus – Tsjecho-Slowakije |
| --------------- | --------------- | ------------ | ------ | ----------------------- | ------------------------------------ |
| WK-kwalificatie | 2               | 0            | 1      | 1                       | 1 − 4                                |
| EK-kwalificatie | 4               | 0            | 1      | 3                       | 1 − 14                               |
| Totaal          | 6               | 0            | 2      | 4                       | 2 − 18                               |

Wedstrijden bepaald door strafschoppen worden, in lijn met de FIFA, als een gelijkspel gerekend.